# Nyílt Kormányzati Együttműködés
A Nyílt Kormányzati Együttműködés (angolul: Open Government Partnership, röviden: OGP) többnyelvű kezdeményezés, amelynek célja olyan eredményeket elérni a tagállamok kormányzatainak részéről, melyek elősegítik az átláthatóságot, segítik a polgárokat, felveszik a harcot a korrupcióval és új módszereket vezetnek be, amelyek erősítik a kormányzást. Mint egy többszereplős nemzetközi együttműködési szervezetet, az OGP-t irányító bizottság felügyeli, melyben a tagállamok kormányainak képviselői és a társadalmi szervezetek képviselői foglalnak helyet.

## Fordítás
Ez a szócikk részben vagy egészben  az   Open Government Partnership című angol Wikipédia-szócikk ezen változatának fordításán alapul.  Az eredeti cikk szerkesztőit annak laptörténete sorolja fel. Ez a jelzés csupán a megfogalmazás eredetét és a szerzői jogokat jelzi, nem szolgál a cikkben szereplő információk forrásmegjelöléseként.